# Скельний провулок (Житомир)
Скельний провулок — провулок в Богунському районі міста Житомира.

## Характеристики
Розташований в районі Мальованки, на теренах Закам'янки.
Бере початок з Закам'янської вулиці, прямує на південний схід. Завершується глухим кутом біля парку 30-річчя Перемоги.

## Історія
Виник на початку ХХ століття. Траса провулка та первинна забудова провулка переважно сформувалися на початку ХХ століття.
Перша назва — 12-й Безназванний провулок. З 1931 року відомий як Скельний провулок. З 1958 по 1995 рік мав назву Червоногвардійський провулок. З 1995 року чинна назва.